# Sotero Cunha
Altomires Sotero da Cunha (Natal, 7 de maio de 1926 — 1º de janeiro de 2005) foi um político, empresário, pastor evangélico, bacharel em comunicação e bacharel em direito eleito pela primeira vez em 1986, como deputado federal constituinte pelo estado do Rio de Janeiro, na legenda do Partido Democrata Cristão (PDC).

## Biografia
Filho de Francisco Sotero da Cunha e de Ana Alves da Cunha, Sotero Cunha foi ordenado ministro pela Assembleia de Deus aos 36 anos de idade. Em 1973, fez o curso teológico regular e intensivo, além de se graduar em comunicação na Escola Assis Chateaubriand. Quatro anos mais tarde, em 1977, formou-se em direito na Faculdade de Direito de Valença (RJ) e em 1979 fez o curso de atualização em direito do trabalho, na Fundação Padre Ibiapina, em Natal.
Além da carreira política, Sotero Cunha era empresário e dono de três propriedades: a Rádio Continental; a Cunhatex Ltda.(rede de lojas de tecido) e a ASO Transportes, que era uma frota de transportes de carga. Na política, foi eleito deputado federal constituinte pelo estado do Rio de Janeiro em 1986, na legenda do PDC (Partido Democrata Cristão), obtendo a maioria de seus votos de eleitores da comunidade evangélica. Exercendo seu mandato no ano seguinte, participou da Assembleia Nacional Constituinte e contribuiu para a elaboração de uma Constituição democrática para o Brasil após 21 anos sob governo da Ditadura Militar, e que seria promulgada no ano seguinte, em 1988.  Na Assembleia Nacional Constituinte, Sotero Cunha participou de Comissões e de uma Subcomissão. São elas: Comissão da Família, da Educação, Cultura e Esportes, da Ciência e Tecnologia e da Comunicação; a Comissão de Sistematização e a Subcomissão da Família, do Menor e do Idoso.
Membro de um grupo de partidos conservadores, Sotero Cunha exerceu sua função de deputado federal constituinte e votou contra os seguintes temas: soberania popular, criação de um fundo de apoio à reforma agrária, a adoção da pena de morte, a limitação do direito à propriedade privada, a jornada semanal de 40 horas, a pluralidade sindical, a legalização do jogo do bicho, a legalização do aborto e a estabilidade no emprego. Foi favorável aos seguintes temas: prévio proporcional (garantia em benefício do empregado caso ele seja dispensado sem justa causa), estatização do sistema financeiro, limite de 12% ao ano para os juros reais, limite para os encargos da dívida externa, anistia aos micro e pequenos empresários, rompimento de relações diplomáticas com países de orientação racista, mandado de segurança coletivo, turno ininterrupto de seis horas, instituição do voto facultativo aos 16 anos, manutenção do sistema presidencialista, nacionalização do subsolo e ao mandato de cinco anos para o presidente José Sarney.
Com o fim do seu período como deputado federal, Sotero candidatou-se à reeleição em 1990. Não foi eleito, mas atingiu a primeira suplência do partido, ou seja, caso algum deputado federal do Partido Democrata Cristão fosse afastado, renunciasse ao cargo ou assumisse alguma outra função, Sotero Cunha seria o seu substituto imediato.
Quatro anos depois de obter a suplência, Sotero Cunha mudou sua candidatura e seu partido: candidatou-se ao cargo de deputado estadual pelo Partido Progressista Reformador (PPR). Ao longo da apuração dos votos, foi acusado de participação em um esquema de compra de votos que, quando descoberto, anulou as disputas eleitorais. Após admitir ter contato com duas pessoas envolvidas no esquema, foi preso preventivamente pela Polícia Federal em novembro de 1994, com a acusação de crime eleitoral. Foi liberado três meses depois e distanciou-se da carreira política. Anos mais tarde, em 2002, retornou à candidatura pelo estado do Rio de Janeiro, agora no Partido Social Cristão (PSC), e conquistou nova suplência.
Altomires Sotero da Cunha foi casado com Késia Pinheiro da Cunha, com quem teve dois filhos. Faleceu no dia 1 de janeiro de 2005, aos 78 anos.